# Liste von Kraftwerken in Australien
Die Kraftwerke in Australien werden sowohl auf einer Karte als auch in Tabellen (mit Kennzahlen) dargestellt. Die Liste ist nicht vollständig.

## Installierte Leistung und Jahreserzeugung
Im Jahr 2016 lag Australien bzgl. der installierten Leistung mit 65.560 MW an Stelle 18 und bzgl. der jährlichen Erzeugung mit 243 Mrd. kWh an Stelle 19 in der Welt. Der Elektrifizierungsgrad lag 2016 bei 100 %.

## Karte
| An |

| Bayswater |

| Bluewaters |

| Ca B |

| Ca C |

| Channel |

| Co |

| C |

| Eraring |

| Gladstone |

| Gordon |

| Haz |

| Kogan |

| Kwinana |

| Liddell |

| Loy Yang |

| Millmerran |

| Mo |

| Mo |

| Muja |

| Mungarra |

| Neerabup |

| Newman |

| Ne |

| North |

| Parkeston |

| PP |

| Pinjar |

| Poa |

| Port Hedland |

| Reece |

| Sho |

| Murray, Tumut |

| Stanwell |

| Tamar |

| Tarong |

| Telfer |

| Torr |

| Ur |

| Va |

| Wa |

| Wiv |

| Ya |

## Kalorische Kraftwerke
| Name des Kraftwerks | Inst. Leistung (MW) | Brennstoff | Status      |
| ------------------- | ------------------- | ---------- | ----------- |
| Anglesea            | 150                 | Braunkohle | in Betrieb  |
| Bayswater           | 2.640               | Steinkohle | in Betrieb  |
| Bluewaters          | 416                 | Steinkohle | in Betrieb  |
| Callide B           | 700                 | Steinkohle | in Betrieb  |
| Callide C           | 900                 | Steinkohle | in Betrieb  |
| Channel Island      | 360                 | Erdgas     | in Betrieb  |
| Collie              | 330                 | Steinkohle | in Betrieb  |
| Colongra            | 667                 | Erdgas     | in Betrieb  |
| Eraring             | 2.880               | Steinkohle | in Betrieb  |
| Gladstone           | 1.680               | Steinkohle | in Betrieb  |
| Hazelwood           | 1.675               | Braunkohle | stillgelegt |
| Kogan Creek         | 750                 | Steinkohle | in Betrieb  |
| Kwinana             | 420                 | Steinkohle | in Betrieb  |
| Liddell             | 2.000               | Steinkohle | in Betrieb  |
| Loy Yang            | 3.150               | Braunkohle | in Betrieb  |
| Millmerran          | 880                 | Steinkohle | in Betrieb  |
| Mortlake            | 550                 | Erdgas     | in Betrieb  |
| Mount Piper         | 1.400               | Kohle      | in Betrieb  |
| Muja                | 854                 | Steinkohle | in Betrieb  |
| Mungarra            | 112                 | Erdgas     | in Betrieb  |
| Neerabup            | 330                 | Erdgas     | in Betrieb  |
| Newman              | 108                 | Erdgas     | in Betrieb  |
| Newport             | 510                 | Erdgas     | in Betrieb  |
| Northern Coal       | 544                 | Kohle      | in Betrieb  |
| Parkeston           | 110                 | Erdgas     | in Betrieb  |
| Pelican Point       | 487                 | GuD        | in Betrieb  |
| Pinjar              | 576                 | Erdgas     | in Betrieb  |
| Port Hedland        | 210                 | Erdgas     | in Betrieb  |
| Stanwell            | 1.460               | Steinkohle | in Betrieb  |
| Tamar Valley        | 390                 | GuD        | in Betrieb  |
| Tarong              | 1.400               | Kohle      | in Betrieb  |
| Telfer              | 138                 | Erdgas     | in Betrieb  |
| Torrens Island      | 1.280               | Erdgas     | in Betrieb  |
| Uranquinty          | 640                 | Erdgas     | in Betrieb  |
| Vales Point         | 1.320               | Kohle      | in Betrieb  |
| Wallerawang         | 1.000               | Kohle      | stillgelegt |
| Yallourn            | 1.480               | Braunkohle | in Betrieb  |

## Wasserkraftwerke
In Australien gibt es über 100 Wasserkraftwerke mit einer installierten Leistung von ungefähr 7.800 MW. Das Snowy-Mountains-System mit 3.800 MW und die Wasserkraftwerke in Tasmanien mit 2.600 MW haben daran den größten Anteil. 2013 lieferten die Wasserkraftwerke mit beinahe 20 Mrd. kWh rund 8 % der gesamten Stromerzeugung. In der Tabelle sind die nach installierter Leistung 10 größten Wasserkraftwerke aufgeführt.
| Name des Kraftwerks | Inst. Leistung (MW) | Fluss/See  | Status     |
| ------------------- | ------------------- | ---------- | ---------- |
| Gordon              | 432                 | Gordon     | in Betrieb |
| Murray 1            | 950                 | Geehi      | in Betrieb |
| Murray 2            | 550                 | Geehi      | in Betrieb |
| Poatina             | 300                 | Great Lake | in Betrieb |
| Reece               | 238                 | Pieman     | in Betrieb |
| Shoalhaven          | 240                 | Yarrunga   | in Betrieb |
| Tumut 1             | 329,6               | Tumut      | in Betrieb |
| Tumut 2             | 286,4               | Tumut      | in Betrieb |
| Tumut 3             | 1.500               | Tumut      | in Betrieb |
| Wivenhoe            | 500                 | Brisbane   | in Betrieb |

## Windparks
In Australien waren Ende 2020 Windkraftanlagen (WKA) mit einer Gesamtleistung von 7.296 MW in Betrieb (2016: 4.312 MW, 2017: 4.557 MW 2018: 5.043 MW, 2019: 6.199 MW).